# Financial Times Deutschland
«Financial Times Deutschland» (рус. Файнэ́ншел-таймс-Дойчланд) — финансовая и политическая газета в Германии, которая издавалась с 21 февраля 2000 года по 7 декабря 2012 года. Тираж составлял более 100 000 экземпляров, притом что, по данным анализа немецких СМИ, газету читали около 33 миллионов человек. Такой результат был достигнут к 2006 году. По цвету газета несколько темнее, чем её британская версия.
До 2008 года газета находилась в совместной собственности издательства «Gruner + Jahr», в свою очередь являющегося частью концерна «Bertelsmann AG», и британской фирмы «Pearson Publishing Group», владеющей оригинальным английским изданием «Файнэншел-таймс», однако к 1 января 2008 года издательство «Gruner + Jahr» выкупило 50% акций у британцев. С этого момента газета являлась чисто немецкой.
Газета с 2001 года являлась надрегиональным обязательным биржевым органом восьми ведущих бирж Германии.
На выборах в Европейский парламент 2009 года газета поддержала партию «Союз 90/Зелёные».
В ноябре 2012 г. концерн «Gruner + Jahr» объявил о закрытии газеты в связи с растущими долгами и невозможностью найти покупателя на бренд. Последний номер газеты вышел 7 декабря 2012 г. с заголовком Final Time Deutschland..